# Password Authentication Protocol
Das Password Authentication Protocol (PAP) ist ein Verfahren zur Authentifizierung über das Point-to-Point Protocol (PPP) und ist in RFC 1334 beschrieben. Es wurde häufig für die Einwahl mit Modems zu Netzwerkbetreibern (ISP) verwendet. Heute wird es bei DSL zur Authentifizierung verwendet.
Bei PAP wird das Passwort für die Authentifizierung unverschlüsselt zusammen mit der Benutzerkennung übertragen. Es ist damit durch passives Mithören ausspähbar. Dieser unsicheren Möglichkeit steht das komplexere Protokoll CHAP gegenüber. Bei dieser Methode wird mittels Hashing und einer Zufallszahl der Zugang geprüft.